# Museo nacional de Birmania
El Museo nacional de Birmania o Museo nacional de Myanmar está situado en Dagon, Yangon (Rangún), es el principal museo de arte birmano, de historia y de cultura en Birmania (Myanmar). Fundado en 1952, el museo de cinco pisos cuenta con una extensa colección de objetos antiguos, adornos, obras de arte, inscripciones y objetos de interés histórico, relacionados con la historia, la cultura y la civilización del pueblo birmano.